# Picus puniceus
Picus puniceus е вид птица от семейство Picidae.

## Разпространение
Видът е разпространен в Бруней, Индонезия, Малайзия, Мианмар и Тайланд.